# Austropurcellia forsteri
Espèce
Synonymes
- Neopurcellia forsteri Juberthie, 2000

Austropurcellia forsteri est une espèce d'opilions cyphophthalmes de la famille des Pettalidae.

## Distribution
Cette espèce est endémique du Queensland en Australie. Elle se rencontre vers Cap Tribulation et sur le mont Pieter Botte.

## Systématique et taxinomie
Cette espèce a été décrite sous le protonyme Neopurcelia forsteri par Juberthie en 2000. Elle est placée dans le genre Austropurcellia par Boyer et Giribet en 2007.

## Étymologie
Cette espèce est nommée en l'honneur de Raymond Robert Forster.

## Publication originale
- Juberthie, 2000 : « A new blind Cyphophthalmi (Opiliones) from Queensland (Australia). » Mémoires de Biospéologie, vol. 27, p. 149–154.